# Kornilij Tatiszczew
Kornilij Nikołajewicz Tatiszczew (ur. 1868, zm. po 1906) – rosyjski architekt. 
Od 1887 studiował w petersburskiej Akademii Sztuk Pięknych na wydziale architektury, za wybitne osiągnięcia w nauce był wielokrotnie odznaczany, w 1890 dwoma srebrnymi medalami, w 1891 jednym srebrnym, a w 1892 kończąc studia dwoma złotymi. 1 listopada 1893 uzyskał tytuł inżyniera I stopnia po przedstawieniu projektu hotelu dla podróżnych przyjeżdżających do miasta. Następnie wyjechał do Tyflisu (Tbilisi), gdzie pracował jako architekt. Zaprojektował m.in. gmach Towarzystwa Artystycznego, a następnie Państwowy Teatr Akademicki im. Szoty Rustawelego przy alei Rustawelego (1898-1901), wspólnie z Aleksandrem Szymkiewiczem. W latach 1902–1906 był wykładowcą w tamtejszej szkole rzemiosła. 